# قاي غيليس
قاي غيليس (بالفرنسية: Guy Gilles)‏ هو مخرج فرنسي، ولد في 25 أغسطس 1938 في الجزائر في الجزائر، وتوفي في 3 فبراير 1996 في الدائرة الثامنة عشرة في باريس في فرنسا.

## وصلات خارجية
- قاي غيليس على موقع IMDb (الإنجليزية)
- قاي غيليس على موقع ألو سيني (الفرنسية)
- قاي غيليس على موقع أول موفي (الإنجليزية)
- قاي غيليس على موقع قاعدة بيانات الأفلام السويدية (السويدية)
- قاي غيليس على موقع قاعدة بيانات الفيلم (الإنجليزية)
- قاي غيليس على موقع كينوبويسك (الروسية)